# Herba passarella
L'herba passarella, o heliantem itàlic (Helianthemum oelandicum) és una espècie de planta dins la família cistàcia. El seu epítet específic, oelandicum, prové de la província de Suècia d'Öland.

## Descripció
Petita mata de 5 a 25 cm d'alt; fulles poc coriàcies oblongo lanceolades o el·líptiques;cima simple o ramificada, amb 4-8 flors;pètals grocs de 3-6 mm: floreix de març a juliol.

## Hàbitat
Brolles i pastures seques. Als Països Catalans només es troba a part de Catalunya. La seva distribució és Mediterrània i Alpina, la subespècie italicum és de distribució latemediterrània (és a dir la conca del Mediterrani i sobrepassant-la en cert grau). De l'estatge alpí al litoral, viu des del nivell del mar fins als 2.600 m al Pirineu (la varietat hirtum).